# Jacques Nicolas Bellavène
Jacques Nicolas Bellavène, né le 20 octobre 1770 à Verdun (Meuse), mort le 16 février 1826 à Milly (Essonne), est un général français de la Révolution et de l’Empire.

## Biographie
Entré comme simple soldat dans le 2e Régiment de Cavalerie le 24 mars 1791, il devient sous-lieutenant le 10 mai 1792, et officier d'ordonnance de son régiment à l'état-major de l'armée du Rhin. Il est fait aide de camp le 19 mai 1793, et le même jour, dans une charge exécutée par le 2e régiment, il enlève à l'ennemi 7 caissons et ramène prisonnier le colonel comte Klénau. On le nomme adjoint à l'état-major général, le 29 vendémiaire an II (20 octobre 1793). Dans la nuit du 12 au 13 frimaire (2 au 3 décembre 1793), ayant reconnu pendant une visite aux avant-postes que l'armée autrichienne défaite à Niederbronn évacuait Haguenau, il marche sur cette place à la tête de 50  dragons, surprend le poste qui garde la barrière, entre dans la ville, fait cesser le pillage auquel se livre l'ennemi et lui fait 400 prisonniers. 
Nommé en récompense de cette action adjudant-général chef de bataillon le 23 germinal suivant (12 avril 1794), il est chargé le 4 prairial (23 mai 1794), avec 2 escadrons de chasseurs, de tourner les positions de Neunhoffen qu'occupent 1 500 Bavarois. Il les force à se retirer et leur fait 200 prisonniers. 
Promu adjudant-général colonel provisoire le 3 messidor de la même année (21 juin 1794), il passe au blocus de Mayence. Là, dans la nuit du 25 au 26 brumaire an III (15 au 16 novembre 1794), il enlève 600 hommes du corps connu sous le nom de Manteaux-Rouges, qui étaient à Weisenau et ce poste ayant été occupé de nouveau le 26, il le surprend pendant la nuit suivante et lui fait 400 prisonniers. Confirmé dans son grade d'adjudant-général colonel le 25 prairial an III (13 juin 1795), il fait partie de la commission créée par le général Moreau pour préparer un projet de passage du Rhin. Ce projet, remis au général au mois de prairial an IV, a son approbation, et le passage s'effectue le 6 messidor an IV (24 juin 1796). Le même jour, le général en chef Moreau, le promeut général de brigade. 
Le 17 messidor an IV (5 juillet 1796), à la bataille de Rastatt, la division du général Sainte-Suzanne se trouvant compromise, Bellavène s'engage pour la soutenir avec sa demi-brigade de cavalerie, et est atteint d'un boulet qui lui emporte une jambe et le renverse de cheval. Le gouvernement confirme le 22 messidor (10 juillet 1796) sa nomination provisoire au grade de général de brigade. Employé au cabinet topographique du gouvernement, il reçoit le 5 pluviôse an V (24 janvier 1797), un commandement dans la  3e division militaire, et le conserve jusqu'au 1er germinal an VII (21 mars 1799). 
Nommé inspecteur aux revues le 8 pluviôse an VIII, il est rappelé au commandement de la 4e division militaire pendant la tenue du congrès de Lunéville. Le 19 ventôse an XI (10 mars 1803), le premier Consul lui confie l'organisation, le commandement et la direction des études de l'école de Saint-Cyr, avec la mission d'inspecteur du Prytanée militaire. Il le fait le 19 frimaire an XII (10 décembre 1803), membre de la Légion d'honneur, et commandeur de l'Ordre le 25 prairial suivant (14 juin 1804).
L'Empereur l'élève au grade de général de division le 4 octobre 1807, il le nomme inspecteur général des écoles militaires le 1er juillet 1812, et lui confère le 25 mars 1813, le titre de baron de l'Empire. 
En 1814, le Roi lui donne le 8 juillet, la croix de chevalier de Saint-Louis, mais le 2 août, il lui enlève son inspection et le met en demi-solde le 1er janvier 1815.
Napoléon Ier, à son retour de l'île d'Elbe, le rétablit dans ses fonctions. Bellavène se montre reconnaissant et fait don au gouvernement d'une somme de 4 000 francs. pour servir à l'équipement des gardes nationales. Le Dictionnaire des Généraux français a conservé de lui un trait, qui fait honneur à son caractère, et que nous nous empressons de consigner ici : 
« Lorsque les troupes alliées arrivèrent dans les environs de Paris, un officier et six soldats prussiens se logèrent à Saint-Cyr ; bientôt une troupe nombreuse de fédérés se présenta devant cet établissement, demandant que les Prussiens lui fussent livrés, et voulant aussi enlever les armes et emmener les élèves. Le général Bellavène, après avoir fait mettre les sept étrangers en lieu de sûreté, se présenta seul aux fédérés, et leur déclara que, devant compte des armes au ministre, des élèves à leurs parents, de ses hôtes à l'honneur, il était résolu à ne livrer ni les uns ni les autres. Cette fermeté imposa aux fédérés, qui renoncèrent à leur entreprise. »
Louis XVIII, revenu à Paris, l'admet à la retraite le 27 septembre 1815. 
Il se retire à Milly-la-Forêt où il meurt le 8 février 1826.

## Distinctions
- Il fait partie des 558 officiers à avoir son nom gravé sous l'arc de triomphe de l'Étoile côté est.

## Armoiries
| Figure | Blasonnement |
|        | Armes du baron Bellavène et de l'Empire Coupé : au 1, parti d'argent, à trois étoiles d'azur et du quartier des Barons militaires de l'Empire ; au 2, d'azur, au chevron d'or, acc. en pointe d'une cuirasse d'argent, frangée de gueules., Ou, Écartelé : au 1, d'or à trois étoiles d'azur 1 et 2 ; au 2, des Barons militaires de l'Empire ; au 3, d'azur à la cuirasse en fasce d'argent, au 4, d'argent à la lampe antique soutenue d'un cippe, le tout de sable, la lampe allumée de gueules. |

## Sources
- Notices d'autorité :   - VIAF
  - ISNI
  - BnF (données)
  - IdRef
  - LCCN
  - GND
  - Belgique
  - Pologne
  - NUKAT
  - WorldCat
- « Jacques Nicolas Bellavène », dans Charles Mullié, Biographie des célébrités militaires des armées de terre et de mer de 1789 à 1850, 1852 [détail de l’édition]